# HK Drott Halmstad
Le  HK Drott Halmstad  (nom complet : Handbollsklubben Drott Halmstad) est un club de handball de Halmstad en Suède.

## Historique
En 1936, quatre adolescents montent une équipe de football et donnent à leur club le nom de Fotbollklubben Drott. L’année suivante, c’est une équipe de handball qui voit le jour, et en 1940, le football est abandonné. Le club prend alors sa dénomination définitive de Handbollsklubben Drott. Une section féminine apparaît dès 1944.
L’équipe masculine vivote en deuxième et troisième divisions, jusqu’en 1962, année où elle atteint pour la première fois le championnat d’élite Allsvenskan. Reléguée en 1964, elle remonte en 1968 pour ne plus jamais redescendre. Remportant son premier titre de champion de Suède en 1975, Drott devient alors l’un des clubs les plus titrés du pays (10 fois champion). On trouve également à son palmarès deux finale européennes perdues (Coupe des Coupes contre CB Cantabria en 1990 et Coupe des Villes (C4)contre Essen en 1994).

## Palmarès
Compétitions nationales
- Vainqueur du Championnat de Suède (10) : 1975, 1978, 1979, 1984, 1988, 1990, 1991, 1994, 1999, 2002, 2013
- Vainqueur de la Coupe de Suède (5) : 1980, 1982, 1985, 1986, 1989

Compétitions internationales
- Finaliste de la Coupe des Coupes (C2) : 1990
- Finaliste de la Coupe des Villes (C4) : 1994

## Personnalités liées au club
Parmi les personnalités liées au club, on trouve :
- Magnus Andersson : joueur de 1987 à 1991, 1993 à 1995 et 1999 à 2003, entraîneur de 2001 à 2005
- Mattias Andersson : joueur de 1999 à 2001
- Per Carlén : joueur de 1978 à 1979
- Bengt Johansson : joueur de 1971 à 1976, entraîneur de 1974 à 1975, 1976 à 1984 et 1985 à 1988
- Daniel Kubeš : joueur de 2001 à 2004
- Ola Lindgren : joueur de 1981 à 1990, 1992 à 1995
- Thomas Sivertsson : joueur de 1988 à 1999, entraîneur de 2016 à 2019 (fém.) et depuis 2019 (masc.)
- Gunnar Steinn Jónsson : joueur de 2009 à 2012
- Cristian Zaharia : joueur de 1990 à 1993